# Piknik (folyóirat)
A Piknik (alcíme: „a legjobb cikkek – válogatás a javából!”) havi válogatásmagazin volt Magyarországon. A képes magazinokra és a bulvárlapokra fókuszált.
Kiadója a Sanoma Budapest Zrt. volt.  ISSN 2060-3045.
Főszerkesztője Brassai-Sipos András.
A szerkesztőség címe: 1037 Budapest, Montevideo u. 9.
Címváltozata: Színes piknik.

## Története
Havonta jelent meg Budapesten. Első száma 2008. november 19-én jött ki. A kiadó heti-, kétheti- és havilapjaiból válogatott, így címlapja sem egyetlen cikkre fókuszált, címlapkép helyett a legfontosabb cikkeket hirdető kollázs szerepelt rajta. Ez a vizuális koncepció – a kiadó szerint – nemcsak a hazai, hanem az európai lapkészítésben is új megoldást jelentett.
Nem egy az egyben közölték le a kiadó más lapjaiban már megjelent írásokat, hanem a cikkeket stílusban egységesítették.
A szerkesztők szerzőül minden hónapban más vendégszakértőt kértek fel; az első számban Kepes András író, a 2009. januári számban Popper Péter volt a vendégszakértő.